# Pedro Jesús López Pérez de Tudela
Pedro Jesús López Pérez de Tudela, meglio noto come Pedro López (Cartagena, 25 agosto 1983), è un ex calciatore spagnolo, di ruolo difensore.

## Carriera
Cresciuto tra le file del FC Cartagena ed in seguito del Real Madrid C, terza squadra del Real Madrid.
Nel 2004 torna al club d'origine, il FC Cartagena, ottenendo il tredicesimo posto del gruppo IV della Segunda División B.
Nell'agosto 2005 si trasferisce in Italia, all'Arezzo, che militava nella Serie B 2005-2006, con cui ottenne il settimo posto finale, perdendo l'accesso ai Play-off promozione solo per la differenza reti negativa nei confronti del Cesena.
La stagione seguente è al Genoa, con cui gioca quattro incontri prima di tornare a nel mercato invernale all'Arezzo. Con i rossoblu esordì il 9 settembre 2006, nella vittoria esterna per 2-1 contro il Vicenza, subentrando al 64º minuto a Cristian Stellini.
Il ritorno in Toscana non è fortunato, poiché il club aretino retrocede in terza serie, con cui non accede ai Play-out promozione poiché il Perugia, giunto a pari punti insieme al Pescara ed agli amaranto, si qualifica grazie alla classifica avulsa favorevole per punteggio con gli abruzzesi e per marcature con l'Arezzo.
Nel 2008 Pedro López abbandona l'Italia per trasferirsi al Mika Erevan, in Armenia. Con gli armeni disputa la Bardsragujn chumb, la massima serie nazionale.
Con il club capitolino ha raggiunto il secondo posto del campionato 2009 ed ha vinto la Coppa dell'Indipendenza 2011. Inoltre ha disputato sei incontri di UEFA Europa League.
Nel 2011 si trasferisce al Club de Fútbol La Unión e poi al Torrevieja.

## Palmarès
- Coppa dell'Indipendenza: 1

Mika Yerevan: 2011